# Będzin
Będzin (udtale: [ˈbɛɲd͡ʑin]  ( hør); også Bendzin på engelsk; yiddish: בענדין, romaniseret: Bendin)  er en by i den  centrale  del af  voivodskabet Schlesien i  det sydlige Polen. Byen   har 55.695(2021) indbyggere og et areal på 37,37 km², og er et selvstændigt  bypowiat.
Będzin ligger 12 km fra Katowice og 4 km  fra centrum af Sosnowiec. Sammen med Sosnowiec, Dąbrowa Górnicza, Czeladź, Wojkowice, Sławków og Siewierz er det en del af Zagłębie Dąbrowskie, et højt industrialiseret og tæt befolket del af det vestlige Lillepolen. Będzin grænser op til byerne Sosnowiec, Dąbrowa Górnicza, Czeladź, Siemianowice Śląskie, og Wojkowice, samt landsbyen Psary. Det højeste punkt i byen er bakken St. Dorothy, der er 382 moh.

## Historie
Første omtale af landsbyen Będzin stammer fra 1301, men en bosættelse (eller en gord) havde eksisteret her siden det 9. århundrede, som bevogtede den gamle handelsrute fra Kyiv til Vesteuropa. I 1340'erne blev en by grundlagt her, hvor kong Kasimir 3. af Polen byggede en fæstning. Den 5. august 1358 fik Będzin Magdeburg-rettigheder som en by og blev en kongeby i Polen, administrativt beliggende i voivodskabet Kraków i provinsen Lillepolen.
I den Jagiellonske periode var Będzin, der ligger på grænsen mellem Lillepolen og Schlesien, et stort handelscenter. I 1565 tillod kong Sigismund 2. August byen at have fem markeder om ugen, og i 1589 fandt der polsk-østrigske forhandlinger sted på Będzin Borg. På det tidspunkt eksisterede der allerede et jødisk samfund her. I 1655, under Karl 10. Gustavs polske krig, blev både by og borg ødelagt af svenskerne, og Będzin kom sig ikke efter ødelæggelsen i mange år. Efter Polens tredje deling blev byen i 1795 annekteret af Kongeriget Preussen, og blev inkluderet i den nyoprettede provins Ny Schlesien. I 1807 blev det genvundet af polakker og inkluderet i det kortvarige Hertugdømmet Warszawa og i 1815 blev det en del af russiskkontrollerede Kongres-Polen.